# Franz Schoedler
Franz Karl Alexander Schoedler (10. ledna 1851 Vídeň – 23. května 1928 Vídeň) byl rakousko-uherský generál. Jako absolvent vojenské akademie sloužil v c. k. armádě od roku 1871, byl štábním důstojníkem u různých jednotek pěchoty po celé monarchii. V letech 1909–1911 byl velitelem 11. armádního sboru v Haliči a v roce 1910 byl povýšen do hodnosti generála pěchoty. V závěru kariéry zastával funkci generálního inspektora pěchoty (1911–1914), aktivní službu opustil krátce před začátkem první světové války.

## Životopis
Pocházel z rodiny důstojníka. Základní vzdělání získal v Linzi, v letech 1867–1871 studoval na Tereziánské vojenské akademii ve Vídeňském Novém Městě, kde byl ve stejném ročníku s pozdějším dlouholetým náčelníkem generálního štábu Franzem Conradem. Do armády vstoupil v roce 1871 jako poručík k 14. pěšímu pluku v Linzi, později strávil rok u 10. pěší brigády v Olomouci. V letech 1874–1876 si doplnil vzdělání na Válečné škole (K.u.k. Kriegscchule) ve Vídni a v hodnosti nadporučíka byl zařazen do sboru důstojníků generálního štábu. Vystřídal službu ve Vídni a v Pljevlji, již v roce 1880 byl povýšen na kapitána a přidělen k vrchnímu velení armády ve Vídni. Zúčastnil se potlačení povstání v Dalmácii (1882), krátce působil jako štábní důstojník u 10. armádního sboru v Brně. Poté znovu sloužil v Olomouci, kde byl štábním důstojníkem 5. pěší divize další roky strávil u různých jednotek v Tyrolsku nebo Sedmihradsku. V roce 1888 byl povýšen na majora a pět let působil jako pedagog na Válečné škole. Mezitím byl povýšen na podplukovníka (1891). V roce 1894 dosáhl hodnosti plukovníka a šest let působil jako velitel 31. pěšího pluku v Sibiu (1894–1900).
V roce 1900 byl povýšen do hodnosti generálmajora a v letech 1900–1905 byl velitelem 9. pěší brigády v Olomouci. V roce 1905 se vrátil do Sibiu jako velitel 16. pěší divize a téhož roku obdržel hodnost polního podmaršála. V letech 1909–1911 byl velitelem 11. armádního sboru, respektive zemským velitelem pro oblast východní Haliče a Bukoviny se sídlem ve Lvově. K datu 1. května 1910 byl povýšen do hodnosti generála pěchoty. V roce 1911 byl povolán do Vídně ve funkci generálního inspektora pěchoty. Z aktivní služby odešel ještě před první světovou válkou v lednu 1914, formálně byl v armádě penzionován až k datu 1. ledna 1919.

## Tituly a ocenění
Jako velitel armádního sboru obdržel v roce 1910 titul c. k. tajného rady s nárokem na oslovení Excelence. Od roku 1910 byl čestným majitelem 30. pěšího pluku dislokovaného ve Lvově. Během vojenské služby získal několik ocenění v Rakousku-Uhersku i zahraničí.

### Rakousko-Uhersko
- Válečná medaile (1882)
- Vojenský záslužný kříž III. třídy (1893)
- Služební odznak pro důstojníky III. třídy (1896)
- Řád železné koruny III. třídy (1898)
- Jubilejní pamětní medaile (1898)
- rytířský kříž Leopoldova řádu (1907)
- Vojenský jubilejní kříž (1908)
- Služební odznak pro důstojníky II. třídy (1911)
- Řád železné koruny II. třídy (1912)

### Zahraničí
- rytířský kříž Řádu italské koruny (Itálie)
- komandérský kříž Řádu meče (1899, Švédsko)
- velkokříž Záslužného řádu bavorské koruny (1912, Bavorsko)